# Општина Девесел
Општина Девесел (рум. Comuna Devesel) је општина у жупанији Мехединци у Румунији. Седиште општине је насеље Девесел. Према попису из 2021. у општини је било 3029 становника. Површина општине износи 103,86 km².

## Становништво и насеља
Према попису становништва из 2021. године у општини живи 3029 становника што је за 258 мање (-7,85%) од претходног пописа из 2011. када је било 3287 становника. Већинско становништво су Румуни који чине 78,64% укупног становништва, а има и Рома који чине 10,37%.
| Етнички састав према попису из 2021. године‍ | Етнички састав према попису из 2021. године‍ | Етнички састав према попису из 2021. године‍ | Етнички састав према попису из 2021. године‍ | Етнички састав према попису из 2021. године‍ |
| ------------------------------------------- | ------------------------------------------- | ------------------------------------------- | ------------------------------------------- | ------------------------------------------- |
|                                             |                                             |                                             |                                             |                                             |
| Румуни                                      | Румуни                                      |                                             | 2.382                                       | 78,64%                                      |
| Роми                                        | Роми                                        |                                             | 314                                         | 10,37%                                      |
| Остали                                      | Остали                                      |                                             | 7                                           | 0,23%                                       |
| Непознато                                   | Непознато                                   |                                             | 326                                         | 10,76%                                      |

### Насеља
Општина се састоји из 6 насеља.
| Насеље          | Изворни назив | Број становника | Број становника | Број становника | Број становника |
| Насеље          | Изворни назив | 1992.           | 2002.           | 2011.           | 2021.           |
| --------------- | ------------- | --------------- | --------------- | --------------- | --------------- |
| Батоци          |               | 356             | 310             | 311             | 240             |
| Бистрецу        |               | 724             | 695             | 589             | 494             |
| Девесел         |               | 1476            | 1394            | 1320            | 1213            |
| Дунареа Мика    |               | 119             | 83              | 72              | 76              |
| Скапау          |               | 957             | 932             | 873             | 854             |
| Тисмана         |               | 223             | 184             | 122             | 152             |
| Општина Девесел |               | 3855            | 3598            | 3287            | 3029            |